# 마리아 첸트라키오
마리아 첸트라키오(이탈리아어: Maria Centracchio, 1994년 9월 28일~)는 이탈리아의 유도 선수로 2020년 하계 올림픽에서 여자 하프미들급 동메달을 획득했다.